# Kondylus

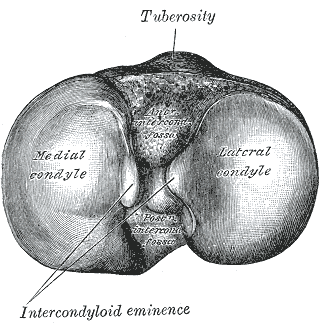
Gelenkknorren des Schienbeines

Als Kondylus (altgriechisch κόνδυλος Kondylos, deutsch ‚Faust‘, ‚Knolle‘, ‚Knorren‘ oder ‚Knöchel‘) bezeichnet man in der Anatomie den knöchernen Teil eines Gelenks, der auch als Gelenkfortsatz oder Gelenkknorren genannt wird. Knochenvorsprünge in der Nähe des Kondylus werden als Epikondylus bezeichnet.

## Kniegelenk
Im Kniegelenk tragen das obere Ende des Schienbeins (Tibia) und das untere Ende des Oberschenkelknochens (Femur) jeweils zwei Gelenkknorren (Condylus lateralis femoris bzw. tibialis und Condylus medialis femoris bzw. tibialis).

## Ellbogengelenk
Im Ellenbogengelenk ist an dem unteren Ende des Oberarmknochens (Humerus) ein Gelenkknorren (Condylus humeri) ausgebildet.

## Kopfgelenk

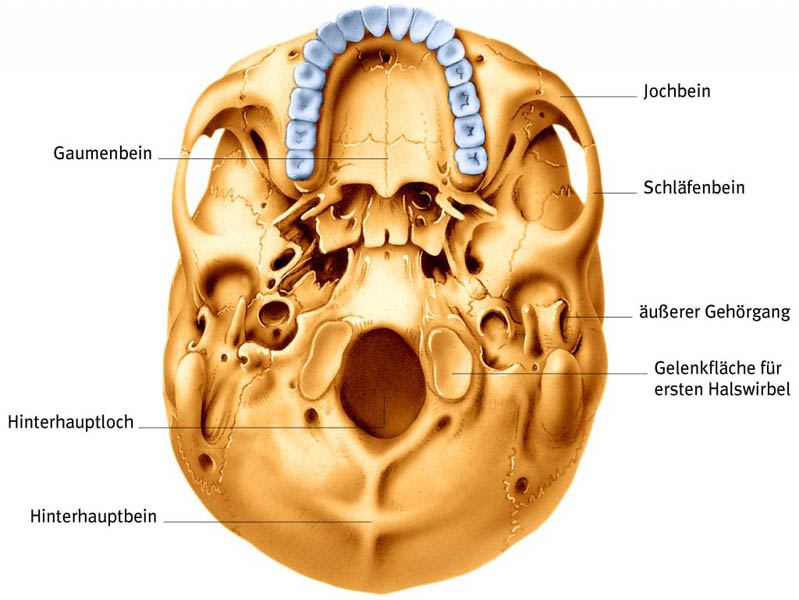
Schädelbasis mit Gelenkflächen (Kondylen) des ersten Kopfgelenks

Im ersten Kopfgelenk befinden sich am Hinterhauptbein, dem zentralen Teil der Schädelbasis, beim Menschen zwei Gelenkknorren (Condyli occipitales), die auf den entsprechenden Gelenkflächen, den Kondylen des ersten Halswirbels (Atlas) aufliegen. Bei Vögeln trägt das Hinterhauptsbein nur einen Gelenkknorren.

## Kiefergelenk

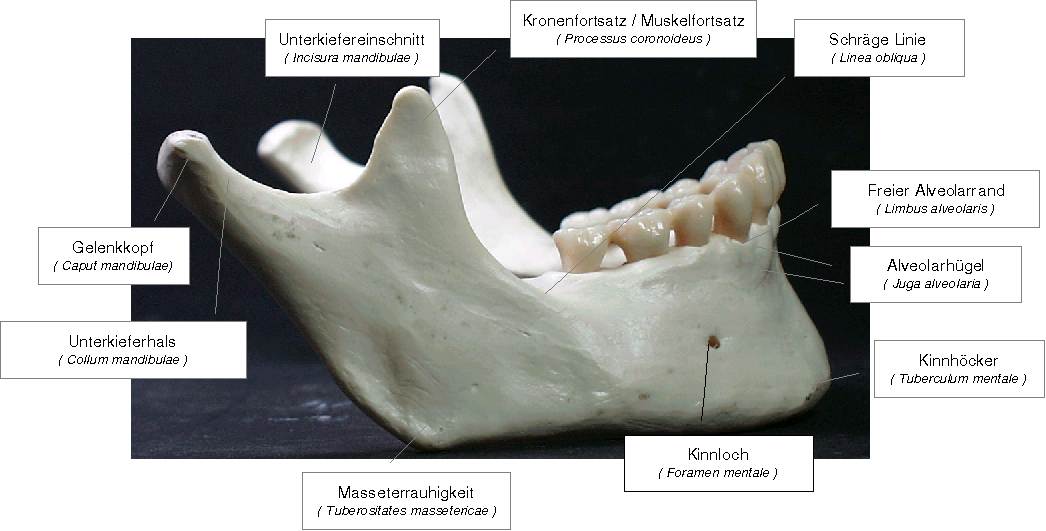
Mandibula

Der Unterkieferknochen besteht aus dem hufeisenförmigen Unterkieferkörper (Corpus mandibulae), von dem jeweils auf beiden Seiten der aufsteigende Ast (Ramus mandibulae) ausgeht. Vom aufsteigenden Ast gehen zwei weitere Fortsätze aus: Der Gelenkfortsatz (Processus condylaris mandibulae bzw. Processus articularis mandibulae) mit seinem walzenförmigen Gelenkkopf (Caput mandibulae oder Condylus) bildet den beweglichen Teil des Kiefergelenks.